# André Tacquet

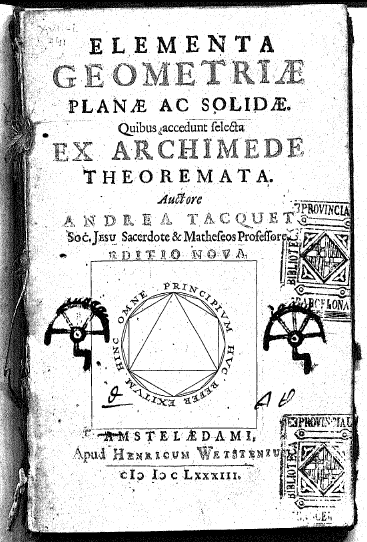
Portada de su Elementa Geometriae...

André Tacquet (Amberes, 23 de junio de 1612 – ibídem, 22 de diciembre de 1660; también conocido por su nombre latinizado, Andrea Tacquet) fue un matemático y sacerdote jesuita, originario de la región de Brabante (Bélgica). Tacquet era seguidor de los métodos de la geometría de Euclides y de la filosofía de Aristóteles, y se opuso al método de los indivisibles.

## Semblanza
Tacquet nació en Amberes, e ingresó en la Compañía de Jesús en 1629. De 1631 a 1635, estudió matemáticas, física y lógica en Lovaina. Dos de sus profesores fueron Grégoire de Saint-Vincent y François d'Aguilon.
Tacquet se convirtió en un matemático brillante de fama internacional. Sus trabajos eran a menudo reeditados y traducidos (al italiano y al inglés). Su trabajo más famoso, que influyó en el pensamiento de Blaise Pascal y de sus contemporáneos, se titula Cylindricorum et annularium (1651). En este libro Tacquet presentó cómo un punto en movimiento podría generar una curva, así como las teorías del área y del volumen.
Murió en Amberes.

## Oposición al método de los indivisibles
En 1651, Tacquet señaló en su libro Cylindricorum et annularium libri IV que:

[El método de los indivisibles] combate a la geometría hasta tal punto, que si no es destruido, se destruirá a sí mismo.

El jesuato Stefano degli Angeli redactó una respuesta detallada, defendiendo el método de los indivisibles de Cavalieri.

## Eponimia
- El cráter lunar Tacquet, situado en la parte nordeste de la Luna (cerca el borde sur del Mare Serenitatis), lleva este nombre en su memoria.[3]